# 树平藓
树平藓（学名：Homaliodendron flabellatum）为平藓科树平藓属下的一个种。